# Йёрг, Иоганн Кристиан
Иоганн Кристиан Готтфрид Йёрг (нем. Johann Christian Gottfried Jörg; 24 декабря 1779, Эльстерауэ, — 20 сентября 1856, Лейпциг) — немецкий врач.

## Биография
В 1805 году стал приват-доцентом, а в 1810 году профессором акушерства в Лейпциге, где сначала действовал в качестве практического врача, акушера и в особенности ортопеда. В области ортопедии Йёргу принадлежат значительные заслуги: им введены более мягкие методы лечения и машины, которые он популяризировал в ряде сочинений, например, «Über die Klumpfüsse» (Марбург, 1806) и «Über die Verkrümmungen des menschlichen Körpers» (Лейпциг, 1816).
Но особенно большой вклад Йерг внёс в развитие акушерства: он возражал против произвольных операций акушеров и требовал, чтобы в процессе родовспоможения было возвращено надлежащее место естественным силам организма. Йёрг опубликовал: «Handbuch der Krankheiten des Weibes» (3 изд., Лпц., 1831); «Handbuch des Geburtshilfe» (3 изд., Лпц., 1833); «Handbuch des speciellen Therapie für Aerzte» (Лпц., 1835); «Handbuch zum Erkennen und Heilen der Kinderkrankheiten» (2 изд., Лпц., 1836); «Die Geburt als gesundheitsgemässer Entwickelungsakt» (Лпц., 1854); «Lehrbuch der Hebammenkunst» (5 изд., 1855).